# Чеканов, Василий Яковлевич
Василий Яковлевич Чеканов (3 декабря 1922 — 26 декабря 1985) — российский учёный-юрист, доктор юридических наук, профессор, заведующий кафедры советского уголовного процесса СЮИ-СГАП (1973—1985).

## Биография
Василий Яковлевич Чеканов родился 3 декабря 1922 года в с. Пустотино в семье крестьянина.
- 1940 год — окончил школу с отличием.
- 1940—1944 годы — учёба в Московском государственном юридическом институте НКЮ СССР.
- 1944—1945 годы — работал помощником прокурора Владимирского района Астраханской области.
- 1945—1947 годы — работал в следственном отделе прокуратуры Астраханской области.
- 1947—1949 годы — работал прокурором г. Степного Астраханской области и преподает в астраханском филиале Саратовского юридического института.
- 1949—1951 годы — возглавлял юридическое бюро Саратовского шарикоподшипниковом заводе.
- 1951—1955 годы — учеба в аспирантуре Саратовского юридического института.
- 1955 год — под руководством профессора В. А. Познанского подготовил и защитил кандидатскую диссертацию на тему: «Процессуальное положение обвиняемого на предварительном расследовании в советском уголовном процессе».
- 1963 год — решением ВАК утвержден в учёном звании доцента.
- 1973—1985 годы — заведующий кафедрой советского уголовного процесса Саратовского юридического института.
- 1979 год — защита докторской диссертации на тему: «Правовые основы деятельности прокурора в стадиях возбуждения уголовного дела и предварительного расследования».
- 1980 год — присвоено звание профессора.

Им опубликовано более 60 научных работ, из них 2 монографии, 3 учебных пособия, несколько учебно-методических пособий. В. Я. Чекановым подготовлено несколько кандидатов юридических наук.
Умер 26 декабря 1985 года в Саратове.

## Награды и звания
- Медаль «За доблестный труд в Великой Отечественной войне 1941—1945 гг.» (1947);
- Медаль «В ознаменование 100-летия со дня рождения Владимира Ильича Ленина» (1970);
- Юбилейная медаль «Тридцать лет Победы в Великой Отечественной войне 1941—1945 гг.»

## Публикации

### Книги
- Чеканов В. Я., Познанский В. А., Акинча Н. А. Советский уголовный процесс: Вопросы Особенной части. — Саратов: СГУ, 1988. — 199 с.
- Чеканов В. Я. Прокурорский надзор в уголовном судопроизводстве. — Саратов: СГУ, 1972. — 186 с.
- Чеканов В. Я. Советский уголовный процесс: Особенная часть. — Саратов: СГУ, 1967. — 224 с.
- Чеканов В. Я. Учебно-методическое пособие по курсу «Прокурорский надзор в СССР». — Саратов: СГУ, 1974. — 109 с.
- Чеканов В. Я. Некоторые вопросы применения нового законодательства. — Саратов: СГУ, 1981. — 95 с.
- Чеканов В. Я. Прокурорский надзор в суде первой инстанции по уголовным делам. — Саратов: СГУ, 1962. — 60 с.
- Чеканов В. Я. Прокурорский надзор на отдельных этапах предварительного следствия. — Саратов: СГУ, 1974. — 93 с.
- Чеканов В. Я. Привлечение в качестве обвиняемого и предъявление обвинения: Учебное пособие по советскому уголовному процессу / Ц. М. Каз. — Саратов: СГУ, 1959. — 44 с.
- Чеканов В. Я., Гаврилов В. В., Михайленко А. Р. Учебно-методическое пособие по курсу «Прокурорский надзор в СССР». — Саратов: СГУ, 1974. — 111 с.

### Статьи
- Чеканов В. Я. Процессуальное положение обвиняемого на предварительном расследовании в советском уголовном процессе: Автореф. дис. … канд. юрид. наук / МГУ им. М. В. Ломоносова. — Саратов, 1955. — 16 с.
- Чеканов В. Я. Правовые основы деятельности прокурора в стадиях возбуждения уголовного дела и предварительного расследования: Автореф. дис. … д-ра юрид. наук / Всесоюзный институт по изучению причин и разработке мер предупреждения преступности. — М., 1978. — 27 с.
- Чеканов В. Я. Гарантии прав и интересов личности в уголовном процессе // Развитие прав граждан СССР и усиление их охраны на современном этапе коммунистического строительства. — Саратов, 1962. — С. 320—324.
- Чеканов В. Я. Документы как источник доказательств // Правоведение. — 1963. — № 2. — С. 121—128.
- Чеканов В. Я. Прокурорский надзор в гражданском судопроизводстве // Советское государство и право. — 1962. — № 11. — С. 81-83.
- Чеканов В. Я. Формы участия общественности в уголовном судопроизводстве // Роль общественности в борьбе с преступностью. — Воронеж.: Изд-во Воронежского ун-та, 1960. — С. 278—285.
- Познанский В. А., Цыпкин А. Л., Вольфман Г. И., Каз Ц. М., Маландин И. Г., Ной И. С., Рассейкин Д. П., Чеканов В. Я., Тихонов К. Ф. Ученые записки Харьковского юридического института, вып. IX, 1957, 212 стр.: (Рецензия) // Правоведение. — 1958. — № 4. — С. 116—121.

## Знаменитые ученики
- Холоденко, Валерий Дмитриевич — кандидат юридических наук, доцент, адвокат.